# Oxira caerulea
Oxira caerulea är en fjärilsart som beskrevs av Tutt 1892. Oxira caerulea ingår i släktet Oxira och familjen nattflyn. Inga underarter finns listade i Catalogue of Life.